# Sancho I de Portugal
Sancho I (Coimbra, 11 de novembro de 1154 — Santarém, 26 de março de 1211), apelidado de o Povoador, foi o segundo Rei de Portugal de 1185 até sua morte. Era filho do rei Afonso Henriques e sua esposa Mafalda de Saboia. Promoveu e apadrinhou o povoamento dos territórios do país, destacando-se a fundação da cidade da Guarda, em 1199, e a atribuição de cartas de foral na Beira e em Trás-os-Montes: Gouveia (1186), Covilhã (1186), Viseu (1187), Bragança (1187), São Vicente da Beira (1195) e Belmonte (1199), povoando assim áreas remotas do reino, em particular com imigrantes da Flandres e da Borgonha. 

## Vida
Quinto filho do monarca Afonso Henriques, foi batizado com o nome de Martinho, por haver nascido no dia do santo Martinho de Tours, e não estaria preparado para reinar; no entanto, a morte do seu irmão mais velho, D. Henrique, quando Martinho contava apenas três anos de idade, levou à alteração da sua onomástica para um nome mais hispânico, ficando desde então Sancho Afonso.

### A regência do reino, em conjunto com a irmã
Em 15 de agosto de 1170 Sancho foi armado cavaleiro pelo seu pai logo após o acidente de D. Afonso Henriques em Badajoz, que teria ficado gravemente afetado em resultado de uma ferida numa perna. É nesta altura instaurado um conselho de regência para governar em nome do rei incapacitado. A regência ficou a cargo dos filhos do rei que ainda se encontravam, àquela data, no reino: Sancho e a sua irmã Teresa (que surge com este papel a partir de 1173). Também surge com bastante frequência na documentação desta altura, com eles, um bastardo, que adquiria aqui um estatuto equivalente ao de infante legítimo:Fernando Afonso. Apesar de ser Sancho a cabeça da regência, várias confirmações deste ainda em vida de Afonso Henriques denunciam a presença forte deste bastardo e o desejo, por parte da nobreza de corte, de inutilizar Fernando e consolidar a regência de Sancho.

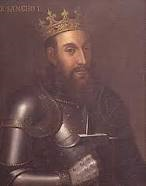
Sancho I

Em setembro de 1172 Fernando passa a servir o regente, segundo uma doação a Monsanto nessa data, na qual Afonso I sugere pela primeira vez uma sucessão por via feminina na irmã, Teresa, caso Sancho não tivesse descendência. A partir de 1173, Afonso parece concretizar esta possibilidade ao entregar parte das funções da regência de Sancho a Teresa, declarando-os co-herdeiros e com casa própria. Teresa aparece constantemente na documentação desde esta data, chegando a fazer doações sozinha.
Nestes primeiros tempos de Portugal enquanto país independente, muitos eram os inimigos da coroa, a começar pelo Reino de Leão que havia controlado Portugal até então. Para além do mais, a Igreja demorava em consagrar a independência de Portugal com a sua bênção. Para compensar estas falhas, Portugal procurou aliados dentro da Península Ibérica, em particular o reino de Aragão, um inimigo tradicional de Castela, que se tornou no primeiro país a reconhecer Portugal. O acordo foi firmado 1174 pelo casamento de Sancho, então príncipe herdeiro, com a infanta Dulce, irmã mais nova do rei Afonso II de Aragão.
Também a partir de 1174, Afonso afasta-se definitivamente dos assuntos do reino, muito provavelmente por doença, sobressaindo ainda mais a partir desta altura o papel dos corregentes. Teresa e Sancho partilhavam o governoː Teresa desempenhava funções administrativas e Sancho encarregava-se da atividade bélica. E é esta atividade de rainha que a infanta filha de Afonso Henriques desempenhava quando chegaram a Portugal os emissários de Filipe, Conde da Flandres, para obter de Sancho o consentimento para o casamento da irmã com um dos mais importantes nobres franceses. O seu casamento com qualquer príncipe peninsular poderia significar a perda da independência de Portugal, mas mesmo para esta proposta vinda de fora do ambiente peninsular fez acordo com Sancho para o deixar como único sucessor.
No ano de 1178, Sancho faz uma importante expedição contra os mouros, confrontando-os perto de Sevilha e do rio Guadalquivir, e ganha-lhes a batalha. Com essa ação, expulsa assim a possibilidade deles entrarem em território português.

## Rei de Portugal

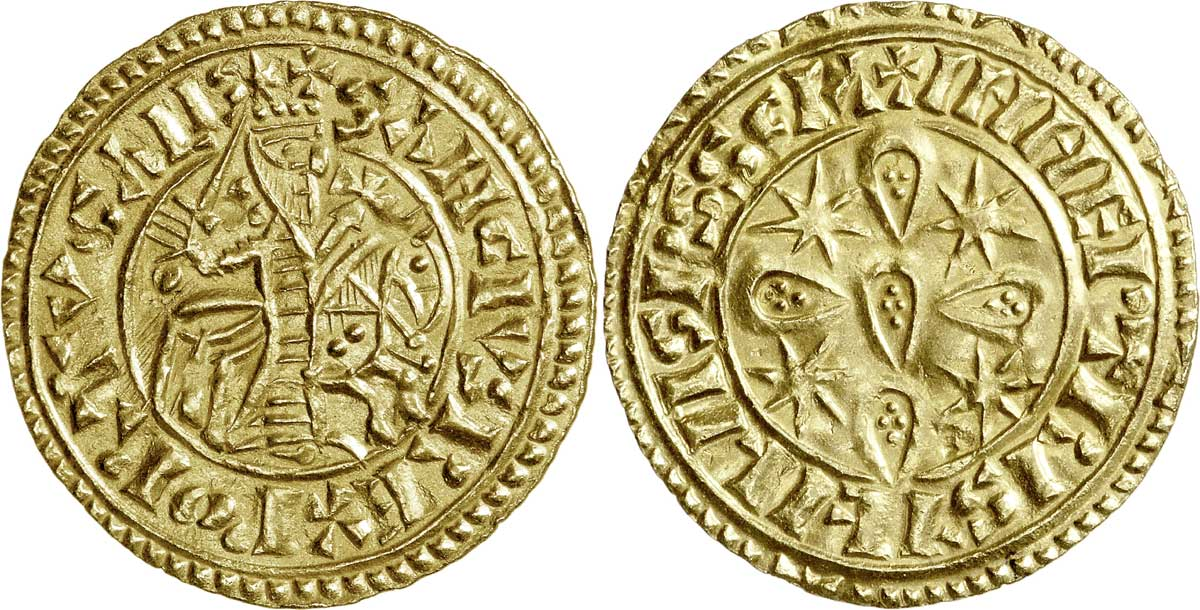
Maravedi (morabitino) em ouro com a efígie de Sancho I

Com a morte de Afonso Henriques em 1185, Sancho I torna-se no segundo rei de Portugal. Tendo sido coroado na Sé de Coimbra, manteve essa cidade como o centro do seu reino. D. Sancho deu por finda as guerras fronteiriças pela posse da Galiza e dedicou-se a guerrear os mouros localizados a Sul. Aproveitou a passagem pelo porto de Lisboa dos cruzados da terceira cruzada, na primavera de 1189, para conquistar Silves, um importante centro administrativo e económico do Sul, com população estimada em 20 mil pessoas. Sancho ordenou a fortificação da cidade e construção do castelo que ainda hoje pode ser admirado. A posse de Silves foi efémera já que em 1190 Iacube Almançor cercou a cidade de Silves com um exército e com outro atacou Torres Novas, que apenas conseguiu resistir durante dez dias, devido ao rei de Leão e Castela ameaçar de novo o Norte.
Sancho I dedicou muito do seu esforço governativo à organização política, administrativa e económica do seu reino. Acumulou um tesouro real e incentivou a criação de indústrias, bem como a classe média de comerciantes e mercadores. Sancho I concedeu várias cartas de foral principalmente na Beira e em Trás-os-Montes: Gouveia (1186), Covilhã (1186), Viseu (1187), Bragança (1187), São Vicente da Beira (1195), Guarda (1199), etc., criando assim novas cidades, e povoando áreas remotas do reino, em particular com imigrantes da Flandres e Borgonha.

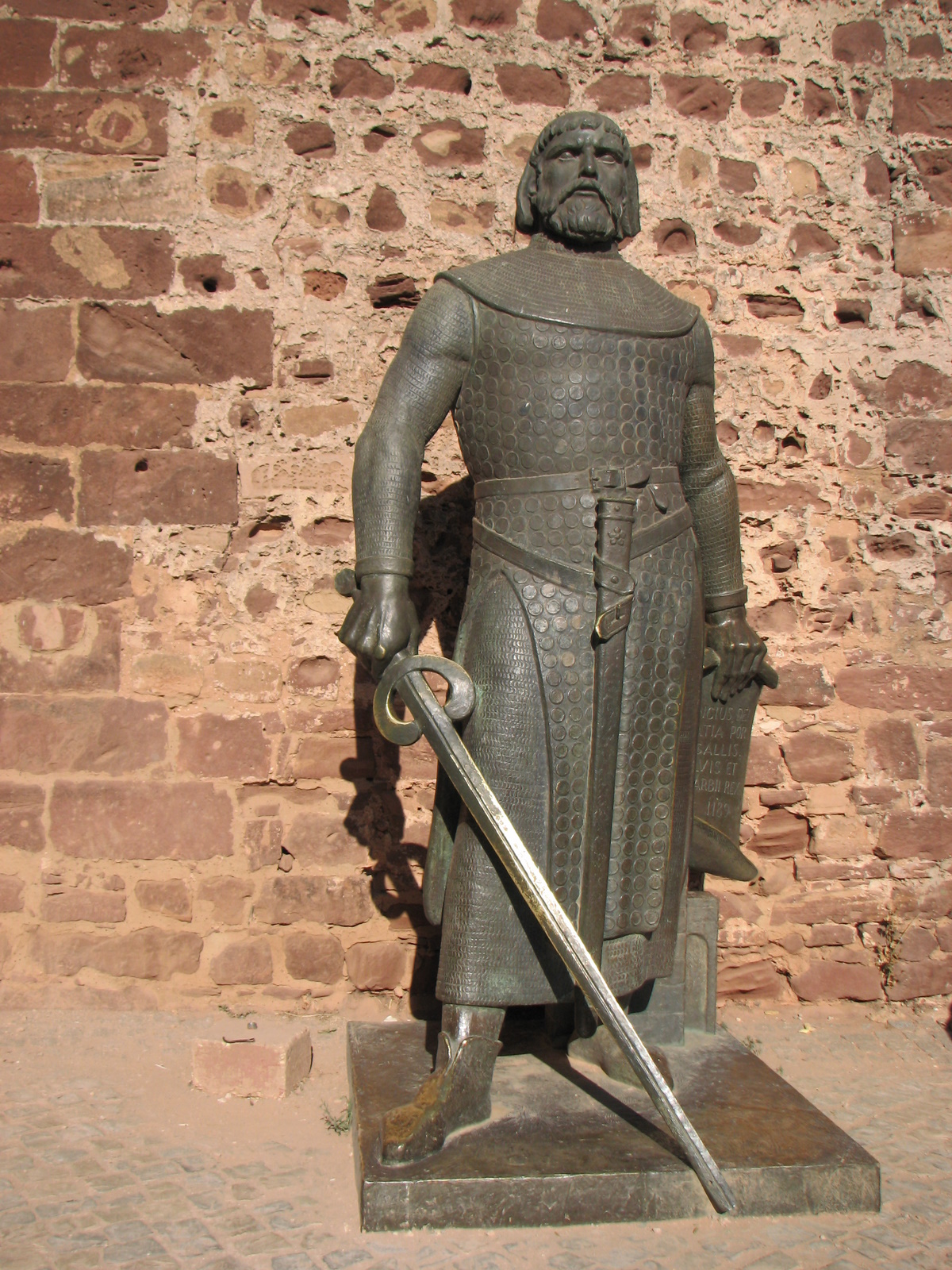
Estátua de D. Sancho I no castelo de Silves.

O rei é também lembrado pelo seu gosto pelas artes e literatura, tendo deixado ele próprio vários volumes com poemas. Neste reinado sabe-se que alguns portugueses frequentaram universidades estrangeiras e que um grupo de juristas conhecia o Direito que se ministrava na escola de Bolonha. Em 1192, concedeu ao mosteiro de Santa Cruz 400 morabitinos para que se mantivessem em França os monges que lá quisessem estudar.
Outorgou o seu primeiro testamento em 1188/89 no qual doou a sua esposa os rendimentos de Alenquer, terras do Vouga, Santa Maria da Feira e do Porto. Seu último testamento foi feito em outubro de 1209 quase dois anos antes de sua morte. O seu túmulo encontra-se no Mosteiro de Santa Cruz, em Coimbra, ao lado do túmulo do pai.
Este testamento de 1209 viria a provocar um conflito num Portugal que já à sua morte atravessava um período de turbulência. Sancho deixara às filhas Mafalda, Teresa e Santa Sancha de Portugal, sob o título de rainhas, a posse de alguns castelos no centro do país — Montemor-o-Velho, Seia e Alenquer —, com as respectivas vilas, termos, alcaidarias e rendimentos). O seu filho e sucessor, Afonso II, recusando cumprir o testamento, pois ia contra a sua política inovadora de centralização régia, acaba por ver arrastar este problema ao longo do seu reinado, marcado também por disputas nobiliárquicas entre fações que apoiavam ora o rei ora as infantas. É nesta altura que também sairão os seus filhos Fernando e Berengária para irem ao encontro da tia, Teresa, na Flandres.

## Títulos, estilos e honrarias

### Títulos e estilos
- 11 de Novembro de 1154 – 6 de Dezembro de 1185: O Infante Martinho de Portugal
- 6 de Dezembro de 1185 – 26 de Março de 1211: Sua Mercê, El-Rei de Portugal

O primeiro estilo oficial de D. Sancho I enquanto Rei de Portugal:
Pela Graça de Deus, Sancho I, Rei dos Portugueses
Com a Tomada de Silves, em 1189, a titulatura régia evolui para:
Pela Graça de Deus, Sancho I, Rei de Portugal, de Silves e do Algarve
Quando os Almóadas retomam Silves, em 1191, D. Sancho volta a usar o seu estilo oficial original.

## Descendência

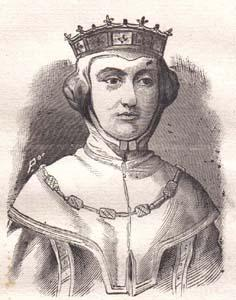
A Rainha Dulce.

De sua mulher a infanta Dulce de Aragão, filha da rainha Petronila de Aragão e Raimundo Berengário IV, conde de Barcelona, com quem casou em 1174:
- Beata Teresa de Portugal, infanta de Portugal (1175/76-1250),[16][15] casou com o rei Afonso IX de Leão.[17] Foi beatificada em 1705;[18][19]
- Beata Sancha de Portugal,[17] (1180-1229),[20] infanta de Portugal, fundou o Mosteiro de Celas, nas proximidades de Coimbra, no qual viveu até à sua morte, e quem a levou para o Mosteiro de Lorvão, onde recebeu sepultura, foi sua irmã Teresa.[21] Foi beatificada em 1705, no mesmo ano que sua irmã Teresa, pelo papa Clemente XI.[21][18]
- Constança de Portugal (1182-antes de 1186).[21][18]
- Afonso II de Portugal (1185[22]-1223), casou com Urraca de Castela, rainha de Portugal.
- Pedro (1187[23]-1258), infante de Portugal e conde de Urgel pelo casamento com Aurembiaix Armengol; foi também rei de Maiorca.[17]
- Fernando, infante de Portugal (1188[23]-1233), viveu no estrangeiro, casou com Joana, Condessa de Flandres.[17]
- Henrique de Portugal (1189[24]-1191), morreu em criança.[23]
- Raimundo de Portugal (1195-?), morreu em criança.[23]
- Beata Mafalda de Portugal (1195/96-1256), infanta de Portugal, casada com o rei Henrique I de Castela,[17][25] depois fundadora do mosteiro cisterciense de Arouca e sua primeira abadessa.
- Branca,[17] (1196/98-1240), infanta de Portugal, foi freira num convento em Guadalajara.[26]
- Berengária, infanta de Portugal (1196/98-1221), casada com o rei Valdemar II da Dinamarca.[27]

Filhos naturais:
O rei teve dois filhos com Maria Aires de Fornelos, primeira mulher de Gil Vasques de Soverosa, filha de Aires Nunes de Fornelos e de Maior Pais de Bravães e neta de Soeiro Mendes da Maia o Bom. Em abril de 1207, D. Sancho fez doação perpétua da Vila Nova dos Infantes e de Golães para os filhos que tive com Maria com a faculdade de os vender a quem quisessem. Em 1175, Maria com seu esposo Gil Vasques de Soverosa, e seus filhos Martim e Urraca, doou umas casas a seus parentes Marina Pais e Vasco Pires.
- Martim Sanches de Portugal (n. antes de 1175),[30] casado com Eylo Pérez de Castro,[31] filha de Pedro Fernandes de Castro "o Castelhano" e de sua mulher Jimena Gomes de Manzanedo, filha do conde Gomes Gonçalves de Manzanedo e Milia Peres de Lara, sem geração. Eylo divorciou-se de Martim e em 1205 casou como Guerau IV de Cabrera, visconde de Cabrera, com descendência.[32]
- Urraca Sanches de Portugal (n. antes de 1175),[30][31] desposou Lourenço Soares de Ribadouro

Havidos de Maria Pais Ribeira, dita a Ribeirinha, filha de Paio Moniz de Ribeira e de Urraca Nunes de Bragança, filha de Vasco Pires de Bragança.
- Rodrigo Sanches de Portugal (m. 1245), teve um filho ilegítimo com Constança Afonso de Cambra, Afonso Rodrigues que foi frade franciscano e "Guardião do Convento de Lisboa".[31][33]
- Gil Sanches de Portugal (m. 14 de Setembro de 1236), foi clérigo e trovador.[34] Seu pai deixou-lhe em testamento 8 mil morabitinos e em 1213 deu o foral de Sarzedas.[35]
- Nuno Sanches de Portugal, falecido de tenra idade.[36]
- Maior Sanches de Portugal, falecida de tenra idade.[37]
- Teresa Sanches de Portugal (1205-1230), casou cerca de 1212 com Afonso Teles de Meneses, 2.º senhor de Meneses, 1.º senhor de Albuquerque.[38]
- Constança Sanches de Portugal (1210-8 de Agosto de 1269),[38] a qual a 15 de Janeiro de 1269 («dona Constancia Sancii felicis recordtionis donni Sancii quondam Portugalie Regis Illustris filia») doou a sua sobrinha-neta, a infanta D. Sancha, as metades de Vila do Conde, Aveleda, Pousadela, Parada e Maçãs de Dona Maria,[39] com a condição de seu pai, D. Afonso III, lhe dar anualmente 3,3 mil libras velhas, em Junho de 1237 comprou uma herdade chamada a Silveira no termo de Alenquer (G.XII,9,38), e em Maio de 1240 escambou com João Pires a herança que tinha na dita vila de Alenquer (ib,9,37)

Havido de Maria Moniz de Ribeira, filha de Monio Osórez de Cabrera, conde de Cabrera e Ribera no Reino de Leão, e de Maria Nunes de Grijó, filha de Nuno Soares de Grijó e de Elvira Gomes:
- Pedro Moniz, casou com uma senhora cujo nome não é registrado e foi o pai de Maria Pires Cabreira, a esposa de Martim Pires Machado.[41]